# Ligamentum iliolumbale

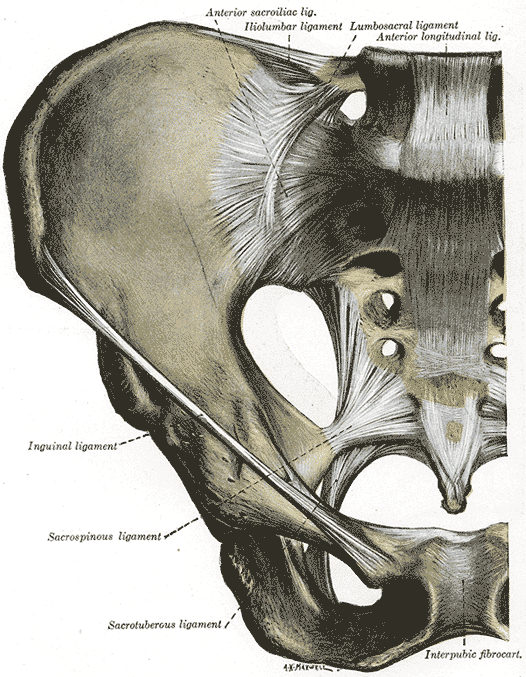
Bäckenets ligament framifrån. Ligamentum iliolumbale ses i övre delen av bilden.

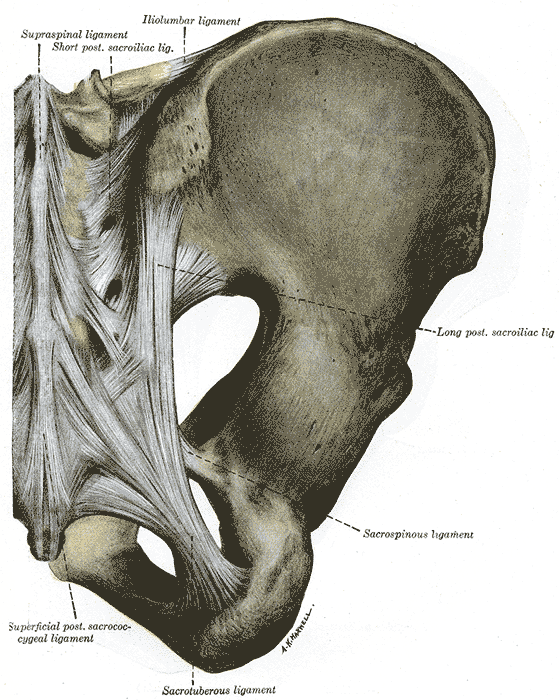
Bäckenets ligament bakifrån. Ligamentum iliolumbale ses i övre delen av bilden.

Ligamentum iliolumbale är ligament som går från ländryggen fjärde och femte kota till höftbenet. Ligamenten stabiliserar lumbosacralleden (articulatio lumbosacralis), som finns mellan den sista av ländryggens kotor (L5) och den första av korsryggens (S1).
Ligamentum iliolumbale är uppdelat uppdelat i två delar, en övre (superior) och en nedre (inferior). Den övre (superiora) går från tvärutskottet på L4 (ländryggens fjärde kota) till framsidan av den bakre (dorsala) delen av höftbenskamen (crista iliaca). Den undre (inferiora) går från tvärutskottet på L5 (ländryggens femte kota) till framsidan av den bakre (dorsala) delen av höftbenskamen, framför den övre delen av ligamentet (ligamentum iliolumbale superio). 
Ibland finns det också band som går till korsbenet (os sacrum).